# 円岳寺
円岳寺（えんがくじ）は、かつて宮崎県小林市真方に存在した天台宗の寺院である。山号は「愛宕山十輪院円岳寺」。

## 概要
小林郷の真方村にある愛宕山の西南側の麓に建立されていた寺院で、享保17年（1732年）に鹿児島県の南泉院の末寺として建立された。本尊は阿弥陀如来である。
ただ、古くは同地に開基年不明ながら「愛宕山勝兼寺」という真言宗の寺院があったが、円岳寺建立の際に寺号を改めたという。
明治3年（1870年）に廃仏毀釈により廃寺となった。その跡地には明治5年（1872年）、小林郷校（小林小学校の前身）が建立された。西南戦争の勃発した明治10年（1877年）、西郷軍は6月13日に小林の地頭仮屋辺りに本営を構えるが、小林郷校の校舎に銃器製造所を設けている。また、同役により校舎は消失した。
現在、跡地には明治17年（1884年）に浄土真宗本願寺派の浄信寺が建立され、今に至っている。